# Dayton (Alabama)
|  | Dieser Artikel wurde aufgrund von inhaltlichen Mängeln auf der Qualitätssicherungsseite des Projektes USA eingetragen. Hilf mit, die Qualität dieses Artikels auf ein akzeptables Niveau zu bringen, und beteilige dich an der Diskussion! Eine nähere Beschreibung der zu behebenden Mängel fehlt. |

Dayton  ist eine Town im Marengo County, Alabama, USA. Die Gesamtfläche des Ortes beträgt 2,6 km².,Das U.S. Census Bureau ermittelte bei der Volkszählung 2020 eine Einwohnerzahl von 28.

## Geschichte
In Dayton befindet sich an der Kreuzung zwischen der Alabama State Route 25 und der Palmetto Road, das historische William Poole House, das am 7. Juli 1994 vom National Register of Historic Places mit der Nummer 94000687 aufgenommen wurde.

## Demographie
Nach der Volkszählung aus dem Jahr 2000 hatte Dayton 60 Einwohner, die sich auf 20 Haushalte und 15 Familien verteilten. Die Bevölkerungsdichte betrug somit 23,2 Einwohner/km². 65 % der Bevölkerung waren afroamerikanisch, 35 % weiß. In 20 % der Haushalte lebten Kinder unter 18 Jahren. Das Durchschnittseinkommen betrug 12.500 Dollar pro  Haushalt, wobei 58,7 % der Bevölkerung unterhalb der Armutsgrenze lebten.